# Pierino Baffi
Pierino Baffi (15. september 1930 – 27. marts 1985) var en italiensk landevejscykelrytter fra Vailate. I 1958 vandt han etaper i alle tre Grand Tourene.

## Eksterne links
- Wikimedia Commons har flere filer relateret til Pierino Baffi
- Pierino Baffis profil på CycleBase (engelsk)
- Pierino Baffis profil på Cykelsiderne
- Pierino Baffis profil på ProCyclingStats (engelsk)
- Pierino Baffis profil på FirstCycling

| Cykling | Spire Denne biografi om en italiensk cykelrytter er en spire som bør udbygges. Du er velkommen til at hjælpe Wikipedia ved at udvide den. |